# 夜会巻き
夜会巻き（やかいまき）とは、鹿鳴館時代に流行した日本の髪型（束髪）の一種である。西欧では夜会巻きを主にフレンチツイスト（French twist）と呼ばれている。

## 概要
後髪の束をねじり上げて髻を作った型を基本とし、揚げ巻き・花月巻きとも言う。
髪を位置ごとにブロッキングして結い上げる工程が従来の日本髪と共通することから、和洋折衷の髪型とも言える。日本髪になじんでいた明治の夫人には、結い方が馴染みやすかった所から愛好された。
風俗研究家の河合長範によれば、日清戦争前後に長崎市の割烹「花月」の女将が着物にも洋装にも似合う髪形として結い始めたのが元になって花月巻きといわれている。非常に人気が出たため後には、富裕な夫人が舞踏会等の夜会に向かうためドレスに合わせて結う髪型として人気が高くなった。
大正時代には山の手夫人の間にこの髪型に結い上げた後、プラチナ製の大振りな扇形の簪を挿すのが流行した。
髪を片側に巻き込んで左右非対称に結う様子が特徴的で、優雅な印象に根強い人気があるため十数年ごとにブームが再来するとも言われる。